# Octopus tonganus
Octopus tonganus är en bläckfiskart som beskrevs av William Evans Hoyle 1885. Octopus tonganus ingår i släktet Octopus och familjen Octopodidae. Inga underarter finns listade i Catalogue of Life.